# Лабдуни, Мехди
Мехди Лабдуни (фр. Mehdi Labdouni; род. 18 апреля 1966 в Оране, Алжир) — алжирский боксёр-профессионал выступавший в лёгкой, второй полулёгкой и полулёгкой весовых категориях. Многократный чемпион Франции среди профессионалов, чемпион Европы по версии EBU (1994 — 1995), претендент на этот же титул (1998) и претендент на титул чемпиона мира по версии IBO (2000).

## Карьера
Мехди Лабдуни дебютировал на профессиональном ринге 23 октября 1987 года победив техническим нокаутом Нордина Азероуда, для которого тот поединок также стал дебютным. В своём седьмом профессиональном поединке, 9 апреля 1988 года потерпел своё первое поражение проиграв по очкам французу Мохаммеду Беннамме (3-0). Затем провёл ещё ряд рейтинговых поединков, после чего 6 декабря 1991 года сразился с Буи Беллехайгом, которому до того проигрывал в октябре 1988 года. В этом-бою реванше на кону стоял титул чемпиона Франции в полулёгком весе, поединок продлился 10 раундов и завершился победой Лабуди по очкам.
После завоевания титула чемпиона Франции, Мехди провёл ряд рейтинговых поединков и оставил титул вакантным. 26 февраля 1994 года он вновь оспорил этот титул с Жан-Пьером Дибатезой и победил того по очкам в 10-раундовом поединке. 9 сентября того же года Лабуди победил итальянца Стефано Зоффа (15-2-2) и выиграл титлу чемпион Европы по версии EBU. 28 апреля 1995 года победил бывшего чемпиона мира Дюка МакКензи и защитил титул чемпиона по версии EBU.
28 октября 1995 года проиграл по очкам британцу Билли Харди и утратил титул чемпиона Европы. После поражения от Харди, Мехди провёл ещё несколько рейтинговых боев, в которых либо выиграл, либо свёл поединок вничью и вновь стал претендентом на титул чемпиона по версии EBU. 27 января 1998 года между Харди и Лабдуни состоялся второй поединок за титул чемпиона Европы по версии EBU, этот поединок также как и первый прошёл с преимуществом британца и завершился его победой по очкам.
15 мая 1999 года Мехди Лабуди попытался стать чемпионом Франции в полулёгком весе, но проиграл техническим нокаутом Дидье Шефферу (21-13-1). В декабре того же года между боксёрами состоялся реванш, в котором Лабдуни победил Шеффера по очкам, этот поединок был рейтинговым и на кону не стояло никаких титулов.31 марта 2000 года Мехди в третий раз стал чемпионом Франции нокаутировав Юссуфа Джибабу (6-0-1).
19 августа 2000 года встретился в ринге с британцем Майклом Айерсом (29-3-1) в бою за титул чемпиона мира по версии IBO. Этот поединок продлился менее одного раунда и завершился победой Айерса нокаутом. 24 ноября того же года в бою за титул чемпиона Франции, Лабдуни вновь проиграл Стефану Хаккону (33-4-1). После этого он провёл ещё два поединка, в которых досрочно проиграл.